# Medvenka (Koersk)
Medvenka (Russisch: Медвенка) is een plaats (nederzetting met stedelijk karakter) in de Russische oblast Koersk, district Medvenski. De plaats is het administratieve centrum van de district en heeft de status van een gorodskoje poselenieje.

## Geografie
Medvenka ligt op het Centraal-Russisch Plateau, op de stortbeek de Medvenka (ook als Medvenski Kolodez) (de linker zijrivier van de Polnaja in het stroomgebied van de Sejm), 33 km ten zuiden van Koersk.

### Klimaat
Net als in de rest van het district, is het lokale klimaat vochtig continentaal, met significante regenval gedurende het hele jaar (Dfb volgens de klimaatclassificatie van Köppen).
|                                         | jan  | feb  | mrt  | apr | mei  | jun  | jul  | aug  | sep  | okt  | nov  | dec  |
| --------------------------------------- | ---- | ---- | ---- | --- | ---- | ---- | ---- | ---- | ---- | ---- | ---- | ---- |
| Gemiddelde maximale dagtemperatuur (°C) | -4,1 | -3   | 2,9  | 13  | 19,4 | 22,6 | 25,3 | 24,6 | 18,2 | 10,6 | 3,4  | -1,2 |
| Gemiddelde minimale dagtemperatuur (°C) | -8,7 | -8,8 | -4,8 | 2,7 | 9    | 13   | 15,8 | 14,9 | 9,7  | 3,9  | -1,1 | -5,3 |
| Gemiddelde neerslag in (mm)             | 51   | 44   | 47   | 49  | 62   | 69   | 73   | 55   | 57   | 57   | 46   | 49   |
| Gemiddelde regendagen                   | 8    | 8    | 8    | 7   | 8    | 8    | 9    | 6    | 6    | 7    | 7    | 8    |

## Inwonersontwikkeling
| Jaar | Aantal inwoners |
| ---- | --------------- |
| 1939 | 2150            |
| 1959 | 1959            |
| 1979 | 3533            |
| 1989 | 4446            |
| 2002 | 4595            |
| 2008 | 4641            |
| 2009 | 4682            |
| 2010 | 4398            |
| 2012 | 4340            |
| 2013 | 4356            |
| 2014 | 4372            |
| 2015 | 4316            |
| 2016 | 4346            |
| 2017 | 4393            |
| 2018 | 4366            |
| 2019 | 4299            |
| 2020 | 4239            |
| 2021 | 4191            |

Opmerking: Volkstelling

## Economie en infrastructuur
De plaats heeft de volgende straten: 1. Maja, Berjozovaja, pereoelok F. Engelsa, Gagarina, pereoelok Gazovy, Joezjnaja, K. Marksa, Kirova, Kolchoznaja, Ivana Kozjedoeba, Komsomolskaja, pereoelok Kooperativny, pereoelok Koetoezova, pereoelok Lenina, Lenina, M. Gorkogo, Magistralnaja, Marata, Molodjozjnaja, pereoelok Nachimova, Oespenskaja, Parkovaja, Pevneva, Plosjtsjad Gerojev, Polevaja, 2. Polevaja, Potsjtovaja, Proletarskaja, Promysjlennaja, 2. Promysjlennaja, pereoelok Promysjlenny, Radoezjnaja, Sadovaja, Sovetskaja, Sovchoznaja, Solnetsjnaja, pereoelok Soevorova, Tsjeptsova, pereoelok Sjkolny, pereoelok Vatoetina, Konstantina Vorobjova, pereulok Zavodskoj en Zeljonaja (1464 huizen).

### Verkeer
Medvenka ligt aan de federale autoweg M-2 of Krim.
1. Andrejevka · 1. Gostomlja · 1. Kitajevka · 1. Lipovets · 1. Nikolskoje · 1. Panino · 1. Pereverzevka · 1. Plesy · 2. Andrejevka · 2. Gostomlja · 2. Kitajevka · 2. Lipovets · 2-e Nikolskoje · 2. Panino · 2. Pereverzevka · 2. Petropavlovskije Vyselki · 2. Plesy · 2. Rozjdestvenka · Aleksandrovka · Aleksandrovka · Amosovka · Andrejevka · Andrianovka · Barybin · Bely Kolodez · Berezovy · Blagodatnoje · Blizjni · Boedy · Bolsjaja Radina · Bolsjaja Vladimirovka · Denisovka · Domra · Dratsjovka · Gachovo · Glebovo · Goebanovka · Goljevka · Gorki · Iljitsjovski · Ivanovka · Ivanovka · Jegorov · Kartasjovka · Klenovoje · Koerasy · Koevsjinovka · Kofanovka · Kondratjevka · Kondratjevskije Vyselki · Konstantinovka · Korenevka · Kosilov · Krasnaja Nov · Krasnaja Poljana · Krasnoje · Krasnovka · Krasny Koet · Krasny Maj · Leninskaja Iskra · Leonovka · Lipnik · Ljoebatsj · Ljoebimovka · Ljoebitskoje · Loebjanka · Loetsjnja · Malaja Vladimirovka · Maslovka · Medvenka · Mertsalovka · Mokry · Monastyrski · Mozdok · Nikolajevka · Nizjni Doebovets · Nizjni Reoetets · Nizjnjaja Kamysjevka · Novaja Aksjonovka · Novoseledebny · Oresjnoje · Organizatsija · Osinovy · Osinovy · Paniki · Paninski · Pesotsjnoje · Petropavlovka · Petrovka · Poestoje · Pokrovski · Poljana · Polny · Ptina · Rajchoetor · Razbegajlovka · Reoettsjanski · Rjazantsevka · Romanovka · Rozjdestvenka · Rozjdestvenskoje · Rozjnovka · Sadovy · Sadovy · Samsonovo · Sjatovka · Sjirokoje · Sjoemovka · Solomykovskije Dvory · Spartak · Spasskije Vyselki · Spasskoje · Spokojevka · Sredni · Step · Step · Step · Step-Chmelevoje · Strelitsa · Svidnoje · Sviridov · Tanejevka · Tarasovo · Taroesovka · Troebatskoje · Tsjaplygin Log · Tsjermosjnoje · Tsjernitsjenskije Dvory · Tsoerikovo · Vanino · Vasiljevka · Verchni Doenajets · Verchni Reoetets · Verchnjaja Kamysjevka · Vorobzja · Vysjni Doebovets · Vysokoje · Vysokonskije Dvory · Zaikin · Zajegorjevski · Zamalenki · Zeljonaja Step · Znamenka · Znamenski · Zvjagintsevo · Zvjagintsevo · Zybovka